# Sekretariat Komunistycznej Partii Chin
Sekretariat, oficjalnie Sekretariat Komitetu Centralnego Komunistycznej Partii Chin (chiń. 中国共产党中央书记处) – organ administracyjny Komitetu Centralnego KPCh obsługujący Biuro Polityczne i jej Stały Komitet. Sekretariat jest głównie odpowiedzialny za wykonywanie bieżących operacji Biura Politycznego oraz koordynację organizacji i interesariuszy w celu realizacji zadań wyznaczonych przez Biuro Polityczne.
Sekretariat Komitetu Centralnego został utworzony w dniach 15–18 stycznia 1934 roku na V Plenum VI Komitetu Centralnego, które odbyło się w Szanghaju. 20 marca 1943 r. Biuro Polityczne w drodze wspólnej decyzji postanowiło, że sekretariat będzie odpowiedzialny za wykonywanie prac Biura Politycznego zgodnie z ogólnymi ramami polityki określonymi przez Biuro Polityczne i że jest on uprawniony do podejmowania decyzji w ramach tych ogólnych ram.

## Funkcje
Sekretariat jest organem roboczym Biura Politycznego KPCh i Stałego Komitetu Biura Politycznego. Sekretarz Generalny KPCh przewodniczy pracy Sekretariatu. Członkowie Sekretariatu są nominowani przez Stały Komitet Biura Politycznego i zatwierdzani na plenarnym posiedzeniu Komitetu Centralnego KPCh . Sekretarze Sekretariatu mają za zadanie koordynować rozpowszechnianie i wdrażanie decyzji Biura Politycznego i Rady Politycznej. Pomagają również w przeglądaniu raportów politycznych, tworzeniu planów politycznych i podejmowaniu decyzji personalnych. Na posiedzeniu Biura Politycznego w październiku 2017 roku po pierwszej sesji plenarnej XIX Komitetu Centralnego Komunistycznej Partii Chin, ustalono, że Sekretariat musi co roku składać sprawozdanie ze swojej pracy Biuru Politycznemu i jego Stałemu Komitetowi.